# Morze Kreteńskie
Morze Kreteńskie (Morteńskie) – morze w południowej części Morza Egejskiego (wschodnia część Morza Śródziemnego), położone między wyspami Kithirą, Kretą, Karpathos a archipelagiem Cyklad. Poprzez kilka cieśnin łączy się z otwartą częścią Morza Śródziemnego. Stanowi morze terytorialne Grecji.